# Speculaas

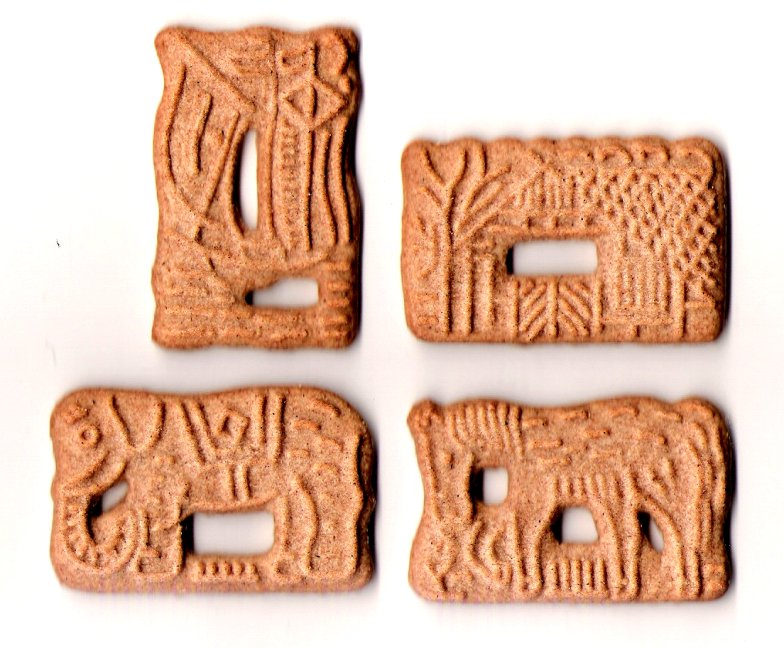
Ciasteczka speculaas

Speculaas lub speculaasje – ciasteczko korzenne o kształcie figurki z wyciśniętym w cieście dekoracyjnym ornamentem, tradycyjnie wyrabiane przy użyciu drewnianych form. Nazywane też dawniej ciasteczkiem świętego Mikołaja (nid. Sinterklaaskoek). Charakterystyczny smak i zapach nadaje ciasteczkom mieszanka przypraw korzennych o nazwie speculaaskruiden. Popularne w Holandii, tradycyjnie spożywane w okresie święta Sinterklaas. Dostępne w sklepach w kilku wariantach. W Belgii wariant tego ciasteczka znany jest pod nazwą spéculoos (franc.), natomiast Hasselt jest znane z ciasteczek Hasseltse speculaas.

## Historia

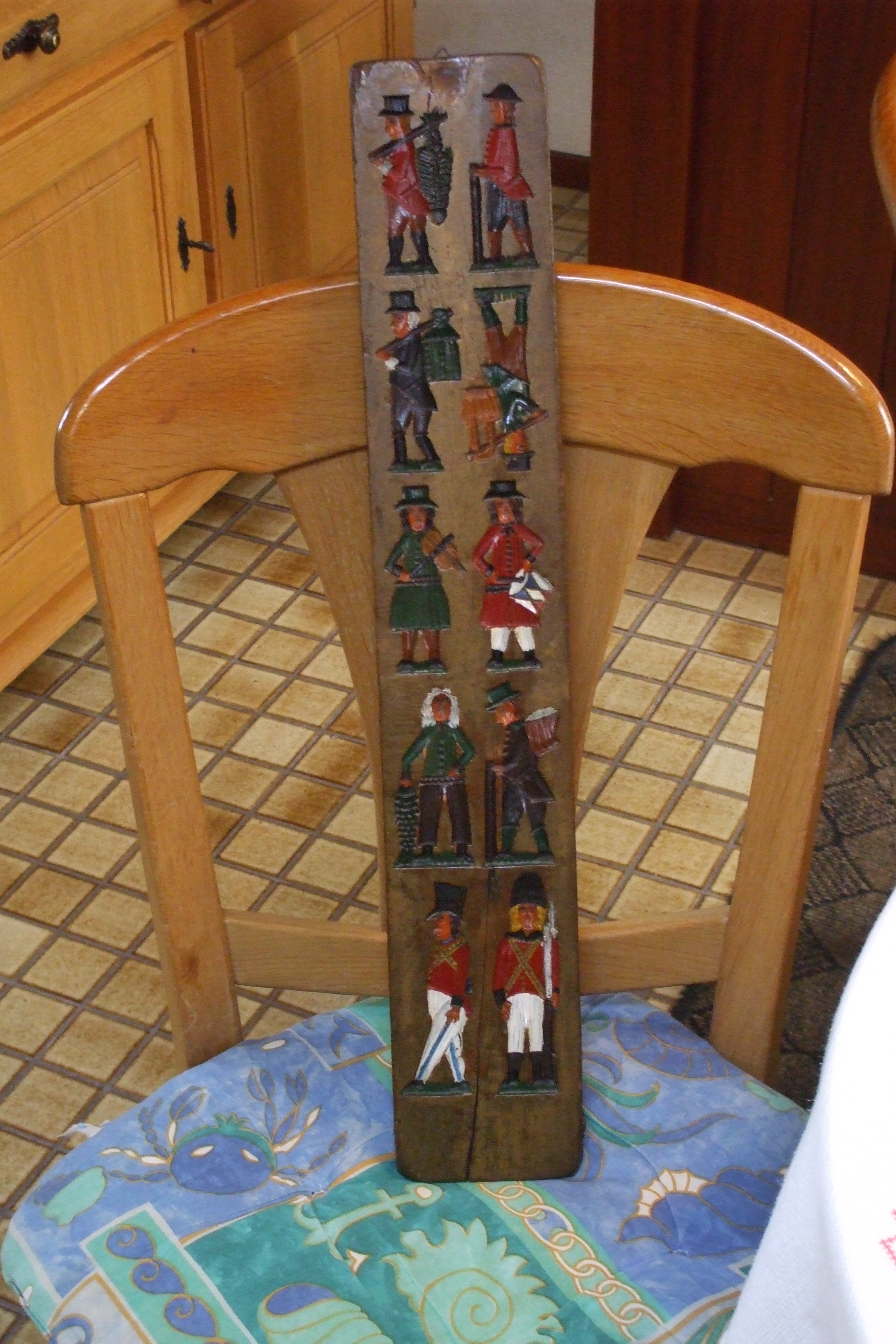
Drewniana forma speculaasplank

Po powstaniu Holenderskiej Kompanii Wschodnioindyjskiej statki przywoziły duże ilości przypraw korzennych, które stały się powszechnie dostępne. Najprawdopodobniej przyprawy te były znane już w starożytnym Rzymie i na tereny dzisiejszej Holandii docierały już wcześniej, ale w niewielkich ilościach i były dostępne tylko dla najzamożniejszych. W XVII wieku cukiernicy eksperymentując z przyprawami zaczęli wypiekać korzenne ciasteczka, które znajdowały wielu nabywców. Ze względu na wysoką cenę przypraw korzennych, spożywanie ciasteczka korzennego do filiżanki herbaty było uważane za luksus. Cukiernicy trzymali w tajemnicy stosunek wagowy poszczególnych przypraw w mieszance. Każdy cukiernik miał także opracowaną własną metodę przyrządzania ciasta, pieczenia i przechowywania. Dawniej ciasteczka były wypiekane tylko w okresie święta Sinterklaas (św. Mikołaja) i Bożego Narodzenia.
Ciasto korzenne speculaas nadawało się wyśmienicie do wypieku ciasteczek o kształcie ludzkich postaci (tzw. speculaaspoppen, dawniej nazywane vrijers lub vrijsters), które stały się popularne w XV wieku. Wcześniej ciasteczka przedstawiały postaci świętych, biblijnego Adama i Ewę, scenki z codziennego życia czy zwierzęta i nierzadko miały symboliczny wydźwięk, np. jedzący prosiak – zachłanność, kobieta w długich spodniach – apodyktyczność. Bogato udekorowane lukrem i orzechami ciasteczka o kształcie postaci były dawniej, w przededniu święta Sinterklaas, ofiarowywane przez młodych chłopców dziewczętom, aby wyrazić im swoją sympatię.
W XVI, XVII wieku i aż do połowy XVIII wieku postać świętego Mikołaja w cieście speculaas była skromna, co wynikało z kalwinistycznego zakazu przedstawiania postaci rzymskokatolickich świętych.
Dzięki holenderskim emigrantom ciasteczka korzenne stały się znane w innych krajach i na innych kontynentach jako windmill-cookies. Przestały też już być luksusowym produktem dostępnym dla wybranych. Można je kupić w sklepach piekarniczych i supermarketach przez cały rok i są dostępne w różnych wariantach.

### Pochodzenie nazwy
Wyraz speculaas najprawdopodobniej powstał z wyrazu speculatie. Przy jego powstawaniu rolę mogły odegrać także zdrobnienia speculacie i speculasie. Przy czym w dawniejszym języku niderlandzkim słowo speculatie oznaczało „przypuszczenie”, „namysł”, „chętkę na coś” i wzięło swój początek od łacińskich wyrazów speculatio, speculari, które odpowiednio znaczą lustro; oglądać, badać, dłuższy czas obserwować.
Inne wyjaśnienie pochodzenia nazwy ciasteczek może być związane z tym, że przedstawienia postaci w speculaasplank, służącej tradycyjnie do wyrobu ciasteczek, są ich lustrzanym odbiciem, po łacinie speculum znaczy lustro.
W Belgii upowszechniła się forma poboczna speculoos, związana z wymową  wyrazu speculaas na terenie prowincji Brabancji, która dotarła na obszary posługujące się językiem francuskim jako spéculoos lub spéculaus.

## Charakterystyka
Płaskie, twarde, brązowe, słodkie, kruche ciasteczko w kształcie figurki i ozdobione na wierzchu ornamentem wyciśniętym w cieście, mające charakterystyczny smak i zapach przypraw korzennych. Dawniej spożywane z okazji święta Sinterklaas. Obecnie dostępne w sprzedaży przez cały rok, ale w dalszym ciągu najchętniej spożywane zimą w okresie poprzedzającym dzień świętego Mikołaja. Szczególnie popularne w Holandii jako dodatek do filiżanki herbaty czy kawy. Dostępne w różnych wariantach ze względu na grubość, kształt, smak i dekorację.

### Ciasto
Głównymi składnikami ciasta są: mąka, masło, proszek do pieczenia, brązowy cukier i odpowiednio duża ilość przypraw korzennych. Ciasto nie zawiera drożdży piekarniczych. Brązowy cukier i przyprawy nadają ciasteczkom  brązowy kolor po upieczeniu. Do wykonania ciasteczek używa się specjalnej drewnianej deseczki, tzw. speculaasplank, w której wycięto jedną lub kilka figurek. Te wgłębienia w deseczce wypełnia się ciastem, nadmiar ciasta ścina się nożem, po czym nad brytfanką wyłożoną papierem posmarowanym masłem, odwraca się deseczkę i uderza. Figurki z ciasta wypadają wtedy na blachę.

### Przyprawy

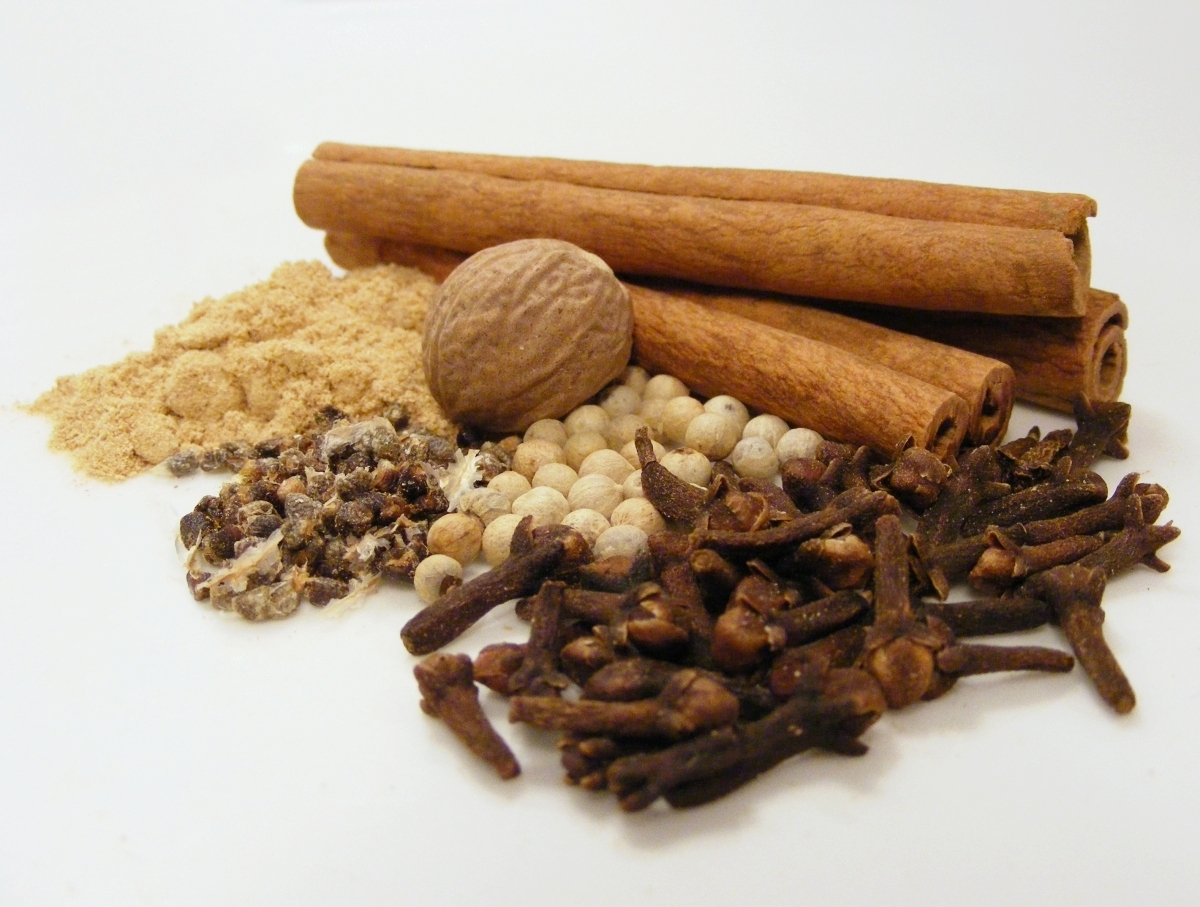
Przyprawy do ciasteczek

W skład mieszanki przyprawowej speculaaskruiden stosowanej do wypieku ciasteczek wchodzą: cynamon (główna przyprawa), gałka muszkatołowa, goździki, imbir, pieprz biały, anyż, kardamon i ewentualnie kolendra.
W sprzedaży znajdują się gotowe mieszanki przyprawowe. W zależności od proporcji poszczególnych przypraw w mieszance ciasteczka mogą mieć bardziej ostry lub łagodny smak. Większa ilość białego pieprzu i goździków nadaje ostry smak, natomiast przewaga cynamonu i anyżu sprawia, że ciasteczka mają łagodny smak. Przyprawy odpowiadają za charakterystyczny korzenny zapach ciasteczek.
Ciasteczka przypominające w smaku holenderskie ciasteczka korzenne, lecz nie zawierające w swoim składzie prawdziwej mieszanki przypraw korzennych, a jedynie cynamon, określane są terminem speculoos. Przykładem takich ciasteczek są belgijskie speculoos i speculaas z Hasselt.

## Belgijskie speculoos
W Belgii są znane ciasteczka speculoos. Ciasteczka speculoos nie zawierają charakterystycznej mieszanki przypraw korzennych. Prawdopodobnie Belgowie opracowali recepturę ciasteczka speculoos jako próbę imitacji ciasteczek speculaas swoich „bogatych” sąsiadów, którzy przywozili przyprawy ze swoich kolonii.
W ciasteczkach speculoos kosztowne przyprawy zastąpiono cynamonem cejlońskim i częściowo karmelizowanym cukrem (karmelem).
W języku francuskim ciasteczka speculaas są nazywane spéculoos, dlatego czasami na tym samym opakowaniu można spotkać obie nazwy: niderlandzką speculaas i francuską spéculoos.

## Speculaas z Hasselt
Wypiekane w belgijskim mieście Hasselt ciasteczko speculaas (nazywane także speclaas lub oemp) różni się od holenderskiej wersji. Ciasteczko Hasseltse speculaas jest większe, grubsze, miększe, ciemniejsze, o mniej korzennym smaku i ma inną strukturę – jego wierzch jest kruchy a środek miękki. Nie posiada kształtu figurki ani dekoracyjnego ornamentu. Ciasteczka powstają przez krojenie na kawałki ruloników z ciasta.
W Hasselt wyróżnia się dwa rodzaje ciasteczek speculaas: z migdałami i bez migdałów.
W skład ciasta wchodzą całe jajka. Smak ciastkom nadaje brązowy cukier oraz cynamon. Ciasteczka nie zawierają charakterystycznej mieszanki przypraw, a jedynie cynamon. Brązowy cukier i cynamon to charakterystyczne i obowiązkowe składniki ciasteczek speculaas z Hasselt. Dodatkowymi składnikami wypływającymi na smak są miód i proszek z migdałów.
Ciasteczka speculaas z Hasselt są przykładem receptury speculoos, czyli nie zawierającej w swoim składzie prawdziwej mieszanki przypraw korzennych.

### Historia
Historia powstania grubych i miękkich ciasteczek speculaas z Hasselt jest związana z regionalnym przemysłem gorzelniczym. Brązowy cukier używany do wyrobu ciasteczek stanowi przetworzony produkt uboczny pozostający po produkcji alkoholu Hasseltse jenever. Po dodaniu mąki i tłuszczu do brązowego cukru i wyrobieniu ciasta zaczęto wypiekać ciastka. Pierwsza wzmianka w archiwum pochodzi z około 1830 roku – cukiernicy z Hasselt wypiekali pożywne ciastka dla belgijskich oddziałów, które między 2 a 12 sierpnia 1831 roku starły się z wojskiem Wilhelma I.
W późniejszym czasie piekarze udoskonalali ten słodki wypiek dodając do niego miód, zioła, cynamon, jajka i sodę do pieczenia. Ciasteczka były szczególnie popularne wśród pielgrzymów udających się do Scherpenheuvel, którzy zatrzymywali się po drodze w Hasselt.
Cukiernik Joseph Antoine Deplée (ur. 1832) z Hasselt jest niesłusznie uważany za wynalazcę speculaas, jednak to dzięki jego talentowi komercyjnemu ciasteczka z Hasselt stały się znane poza granicami, w Holandii, Francji i Wielkiej Brytanii. Do ciasteczek Deplée dodawał likier oranjebitter, do produkcji którego stosowano owoc i skórkę z gorzkiej pomarańczy oraz winiak.

### Współczesność
Dawne receptury ciasteczek najczęściej były przekazywane z pokolenia na pokolenie i pozostawały w tajemnicy. Obecnie tylko nieliczni cukiernicy z Hasselt wypiekają te ciasteczka według starych, zachowanych od pokoleń receptur.
Od 1980 roku speculaas z Hasselt są identycznie pakowane, aby podkreślić regionalny charakter ciasteczek. 25 maja 1986 roku został odsłonięty pomnik cukiernika wypiekającego speculaas z Hasselt – Het speculaasmannetje.
Według tradycji z Hasselt ciasteczko speculaaas „najlepiej smakuje” popijane schłodzonym alkoholem jenever po całym dniu pracy lub do porannej filiżanki kawy.

## Inne warianty
Wariantami ciasteczek speculaas są: duże kawałki ciasta udekorowane po wierzchu migdałami (speculaasbrokken), okrągłe ciasteczka nadziewane w środku słodką masą migdałową (gevulde seculaas) i figurki ludzi z ciasta korzennego (speculaaspoppen, dawniej nazywane vrijers lub vrijsters).
W handlu dostępne są także pasty do smarowania pieczywa. Pasta Speculoos (w dwóch wersjach: o miałkiej konsystencji i crunchy) oraz pasta Speculla, która zawiera mieszankę przypraw charakterystyczną dla ciasteczek speculaas, o ziarnistej konsystencji.
W Belgii produkowane jest jasne piwo Cookie beer o aromacie cynamonu i speculoos. Piwo ma złoty kolor i zawiera 8% alkoholu.
Wymowa: 